# La Maison au bout du monde
Pour plus de détails, voir Fiche technique et Distribution.
La Maison au bout du monde (A Home at the End of the World) est un film américain réalisé par Michael Mayer (en), sorti en 2004.
Le film est une adaptation du roman du même nom de Michael Cunningham.

## Synopsis
Enfant, Bobby Morrow perd successivement son frère en 1967, sa mère en 1973 et son père en 1974. Il est recueilli par la famille de son camarade de classe Jonathan Glover. Bobby et Jonathan entretiennent des relations intimes, puis Jonathan part à l'université de New York tandis que Bobby reste chez les parents de Jonathan dans la banlieue de Cleveland et il devient boulanger. Lorsque les parents de Jonathan partent pour Phoenix en 1982, Bobby rejoint Jonathan qui vit dans l'East Village avec Claire. Claire aime Jonathan et veut un enfant, Jonathan est homosexuel et passe son temps dehors.
Finalement Claire tombe amoureuse de Bobby qui est autant attiré par Jonathan que par Claire. À la mort de Ned, le père de Jonathan, le trio se retrouve pour l'enterrement à Phoenix et Claire annonce qu'elle est enceinte. Sur le chemin du retour, elle achète une maison perdue dans la nature à Woodstock où ils s'installent tous les trois. Tandis que Claire élève sa fille Rebecca, Bobby et Jonathan ouvrent un café. Jonathan est atteint de la maladie de Kaposi, Claire vit mal l'intimité de Bobby et Jonathan.
Finalement elle quitte la maison au bout du monde avec sa fille pour visiter sa mère à Philadelphie. Bobby et Jonathan comprennent qu'elle ne reviendra pas.

## Fiche technique
- Titre : La Maison au bout du monde
- Titre original : A Home at the End of the World
- Réalisateur : Michael Mayer (en)
- Scénario : Michael Cunningham (roman et adaptation)
- Photographie : Enrique Chediak (en)
- Montage : Andrew Marcus et Lee Percy
- Musique : Duncan Sheik
- Décors : Michael Shaw
- Costumes : Beth Pasternak
- Producteur :
- Sociétés de production : Hart Sharp Entertainment, John Wells Productions, Killer Films, Plymouth Projects, True Film Fund, Window Pane Pictures
- Sociétés de distribution : Metropolitan Filmexport (France), Warner Bros. (États-Unis), Warner Independent Pictures (États-Unis)
- Pays d'origine : États-Unis
- Format : Couleurs - 2,35:1 - Dolby Digital - 35 mm
- Genre : Drame, romance
- Durée : 97 minutes
- Dates de sortie : 
  -  États-Unis : 9 juin 2004

## Distribution
- Andrew Chalmers : Bobby Morrow (1967)
- Ryan Donowho : Carlton Morrow
- Asia Vieira : Emily
- Jeff J.J. Authors : Frank
- Lisa Merchant : Copine de Frank
- Ron Lea : Burt Morrow
- Erik Smith : Bobby Morrow (1974)
- Harris Allan : Jonathan Glover (1974)
- Matt Frewer : Ned Glover
- Sissy Spacek : Alice Glover
- Colin Farrell (VF : Boris Rehlinger) : Bobby Morrow (1982)
- Dallas Roberts : Jonathan Glover (1982)
- Robin Wright Penn : Claire
- Michael Mayer (en) : Collègue de Jonathan

## Production

### Tournage
- Lieux de tournage : New York, Phoenix, Schomberg et Toronto